# Despojo del altar

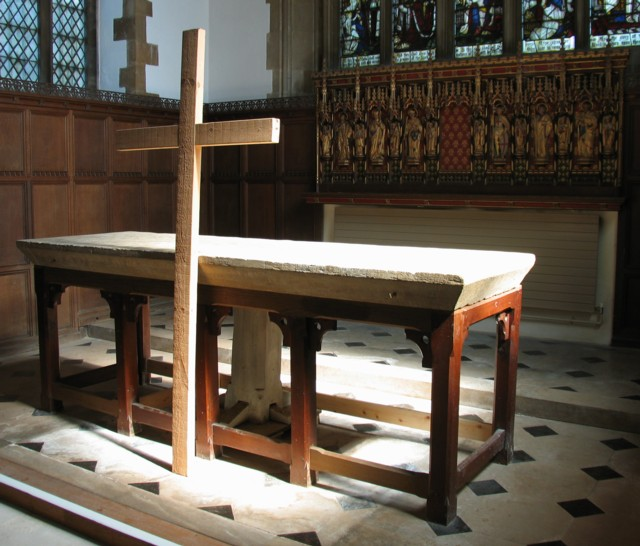
Un altar descubierto en una iglesia anglicana británica el Viernes Santo.

El despojo del altar o despojo del presbiterio es una ceremonia que se lleva a cabo en muchas iglesias católicas, luteranas, metodistas y anglicanas el Jueves Santo.
Al final de la liturgia del Jueves Santo en las parroquias metodistas, tradicionalmente se despoja el presbiterio. A veces se añaden paramentos negros para el Viernes Santo, ya que el negro es el color litúrgico del Viernes Santo en las iglesias metodistas. La costumbre metodista sostiene que, además de las representaciones del Vía Crucis, otras imágenes (como la cruz del altar) continúan la costumbre cuaresmal de estar veladas.
Además de desnudar el altar al concluir la liturgia del Jueves Santo en las iglesias luteranas, el atril y el púlpito se dejan vacíos hasta la Pascua para simbolizar la humillación y la esterilidad de la cruz.
En las iglesias anglicanas, esta ceremonia también se realiza al concluir los servicios del Jueves Santo, "en los que se retiran todos los adornos, mantelería y paramentos del altar y el presbiterio en preparación para el Viernes Santo".
En la forma anterior del rito romano, el altar se desnudaba al final de la Misa de la Cena del Señor el Jueves Santo. Todavía se lleva a cabo. Todos los altares de la iglesia, excepto el altar de reposo, son despojados. En la forma actual del rito romano, revisada en 1955, no hay ceremonia de despojar el altar. En un momento oportuno después de la misa, el altar es despojado, generalmente por el sacristán, y las cruces se retiran de la iglesia, si es posible. No hay misa el Viernes Santo ni el Sábado Santo; la siguiente es la Vigilia Pascual. El Viernes Santo, se coloca un mantel blanco sobre el altar para la última parte de la Celebración de la Pasión del Señor, tras la cual se despoja el altar, también en privado, excepto que la cruz permanece sobre el altar con dos o cuatro candeleros.
La forma del rio romano vigente inmediatamente antes de la reforma de las ceremonias del Triduo Pascual por el Papa Pío XII en 1955 incluía una ceremonia formal de despojar el altar como conclusión de la Misa del Jueves Santo, que se celebraba por la mañana. Tras trasladar el copón del altar mayor al altar de reposo, el sacerdote, acompañado de los demás ministros, se dirigía a la sacristía, donde se despojaba de sus vestimentas blancas de misa y se ponía una estola violeta. Luego, junto con los demás ministros, retiraba los manteles, los jarrones, el antependio y todos los demás adornos que se solían colocar sobre el altar. A diferencia de la costumbre actual, la cruz y los candeleros del altar se dejaban sobre el altar. Esto se hacía con el acompañamiento del Salmo 22 (Vulgata) (Deus, Deus meus), precedido y seguido por la antífona «Diviserunt sibi vestimenta mea: et super vestem meam miserunt sortem» («Se repartieron mis vestidos y echaron suertes sobre mi manto»).
En siglos anteriores, en algunas iglesias, los altares se lavaban con un manojo de hisopo mojado en vino y agua. Augustine Joseph Schulte afirma que esto se hacía «para hacerlos dignos del Cordero sin mancha que se inmola en ellos, y para recordar a los fieles con qué gran pureza deben asistir al Santo Sacrificio y recibir la Sagrada Comunión». Añade que la ceremonia pretendía ser un homenaje ofrecido a Jesús a cambio de su humilde lavatorio de pies a sus discípulos, cuya conmemoración ceremonial, antes de 1955, se realizaba por separado de la misa y del despojo del altar.